# Station Środa Wielkopolska Wąskotorowa
Station Środa Wielkopolska Wąskotorowa is een spoorwegstation in de Poolse plaats Środa Wielkopolska.